# Wilde Hölle
Die Wilde Hölle ist eine Steiganlage in der Sächsischen Schweiz. Sie gehört zur Gemarkung Ostrau und somit zu Bad Schandau. Sie befindet sich im westlichen Teil der Affensteine und verläuft zwischen der Unteren und der Oberen Affensteinpromenade. Ihr unterer Abschnitt wird teilweise auch als Kleines Bauerloch bezeichnet.  Sie wurde zunächst mit Leitern und sonstigen Aufstiegshilfen aus Holz begehbar gemacht, die ab 1920 zunehmend durch Elemente aus Metall ersetzt worden sind. Es handelt sich um eine sogenannte wildromantische Stiege, die über Wurzeln und Steine mitten durch die Natur verläuft.

## Zugang und Schwierigkeit
Die Wilde Hölle ist vom Kirnitzschtal aus zu erreichen. Naheliegende Ausgangspunkte sind die gebührenpflichtigen Parkplätze Nasser Grund und Beuthenfall bzw. die dortigen Haltestellen der Kirnitzschtalbahn. Sie kann in rund 30 Minuten von dort erreicht und in weiteren rund 30 Minuten durchstiegen werden. Es handelt sich um eine frei zugängliche Stiege, die im Auf- und im Abstieg begangen werden darf. Sie wird häufig mit anderen Stiegen kombiniert. Eine häufige Kombination ist der Aufstieg über den Klettersteig Häntzschelstiege mit dem Abstieg über die Wilde Hölle. Sie selbst ist kein Klettersteig im engeren Sinne, so dass ein Klettersteigset weder nötig noch mangels begleitendem Sicherungsseil sinnvoll einsetzbar ist. An schwierigen Stellen sind künstliche Griff- und Tritthilfen vorhanden. Es handelt sich im Ergebnis um eine schwere Wanderung. Die Schwierigkeit wäre bei Klettersteigen mit der Schwierigkeitsstufe A bis B einzuordnen.

## Galerie
|  |  |  |  |